# 李尚 (南郡太守)
李尚（?—?），西汉末年人，漢成帝時（前51年－前7年）曾任南郡太守。
李尚任南郡太守时，帮助汉成帝的舅舅、外戚红阳侯王立在南郡占垦草田数万亩，仗势乘机大量霸占民田，之后再转卖给官府，使得王立得到的利润达钱一万万以上。这件事被丞相司直孙宝弹劾举报，汉成帝以怀奸罔上罪，将李尚下狱处死。